# Stazione di Bari Scalo
La stazione Bari Scalo è una stazione ferroviaria di Bari. La stazione serve per la tratta ferrovia Bari-Matera-Montalbano Jonico delle Ferrovie Appulo Lucane.